# Heinrich Friedrich Delius

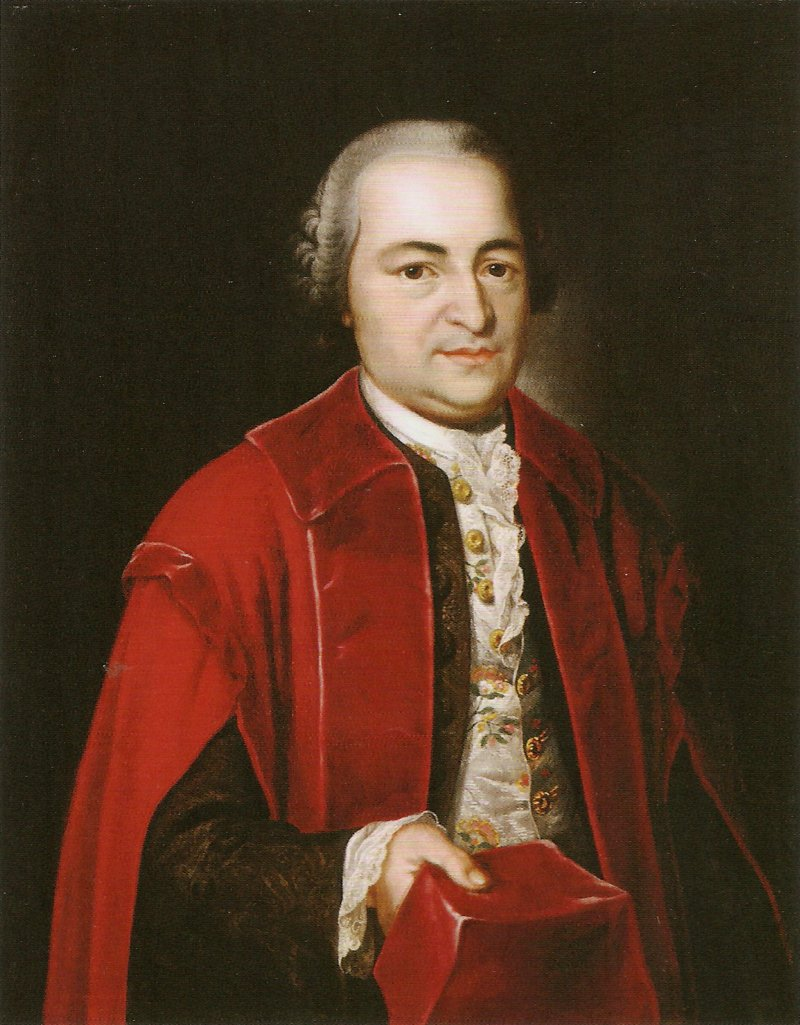
Heinrich Friedrich Delius, Ölgemälde (um 1770/80) von Johann Eberhard Ihle

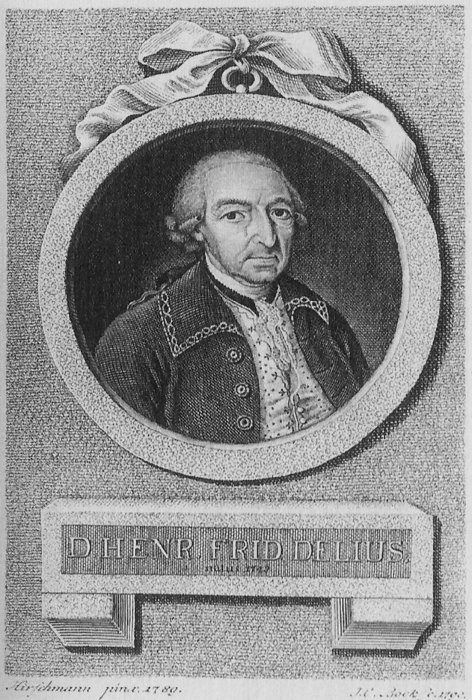
Heinrich Friedrich Delius, Illustration (1790)

Heinrich Friedrich Delius (* 8. Juli 1720 in Wernigerode; † 22. Oktober 1791 in Erlangen) war ein deutscher Mediziner.

## Leben
Heinrich Friedrich Delius war der Sohn des Pastors Jakob Delius und dessen Ehefrau Sophie Elisabeth Schütz. Sein Bruder war der spätere Bürgermeister von Wernigerode Jakob Heinrich Delius.
Delius studierte an den Universitäten Halle und Berlin Medizin. 1743 beendete er erfolgreich dieses Studium mit einer Promotion. Im selben Jahr noch ließ sich Delius als praktizierender Arzt in Wernigerode nieder. Am 20. Mai 1746 wurde Heinrich Friedrich Delius mit dem akademischen Beinamen Democedes II. als Mitglied (Matrikel-Nr. 545) in die Leopoldina aufgenommen.
Ein Jahr darauf berief man ihn zum Hofmedicus und Assistenten des Stadtphysikus in Bayreuth. Zwei Jahre später nahm er 1749 einen Ruf an die Universität Erlangen an. Dort lehrte er u. a. Botanik und verschiedene Fächer. Gegen einige Widerstände des Kollegiums führte Delius an der Universität Erlangen die „Chemie“ als eigenes akademisches Fach ein.
1752 heiratete Delius in Erlangen Barbara Margarethe Besserer. Mit ihr hatte er zwei Töchter und drei Söhne.
Als 1788 Ferdinand Jakob Baier starb, wählte die Leopoldina Delius als dessen Nachfolger zu ihrem neuen Präsidenten. Im selben Jahr wurde Delius in den Personaladelsstand versetzt.
Seit 1778 war er auswärtiges Mitglied der Bayerischen Akademie der Wissenschaften. Im März 1791 wurde er Ehrenmitglied der Russischen Akademie der Wissenschaften in Sankt Petersburg.
Im Alter von 71 Jahren starb Heinrich Friedrich Delius am 22. Oktober 1791 in Erlangen.

## Schriften
- Entwurf einer Erläuterung der teutschen Gesetze, besonders der Reichs Abschiede aus der Arzeneygelahrheit und Naturlehre. Müller, Erlangen 1753. Digitalisat
- Fränkische Sammlungen von Anmerkungen aus der Naturlehre, Arzneygelahrtheit und Ökonomie (1.1755 - 8.1788)
- Neue kurze, sichere und leichte Art, Menschen, welche von der Wuth befallen sind, zu heilen (1759)
- Vom Preußischen Blau und der Blut Lauge (1778)